# Langjökull

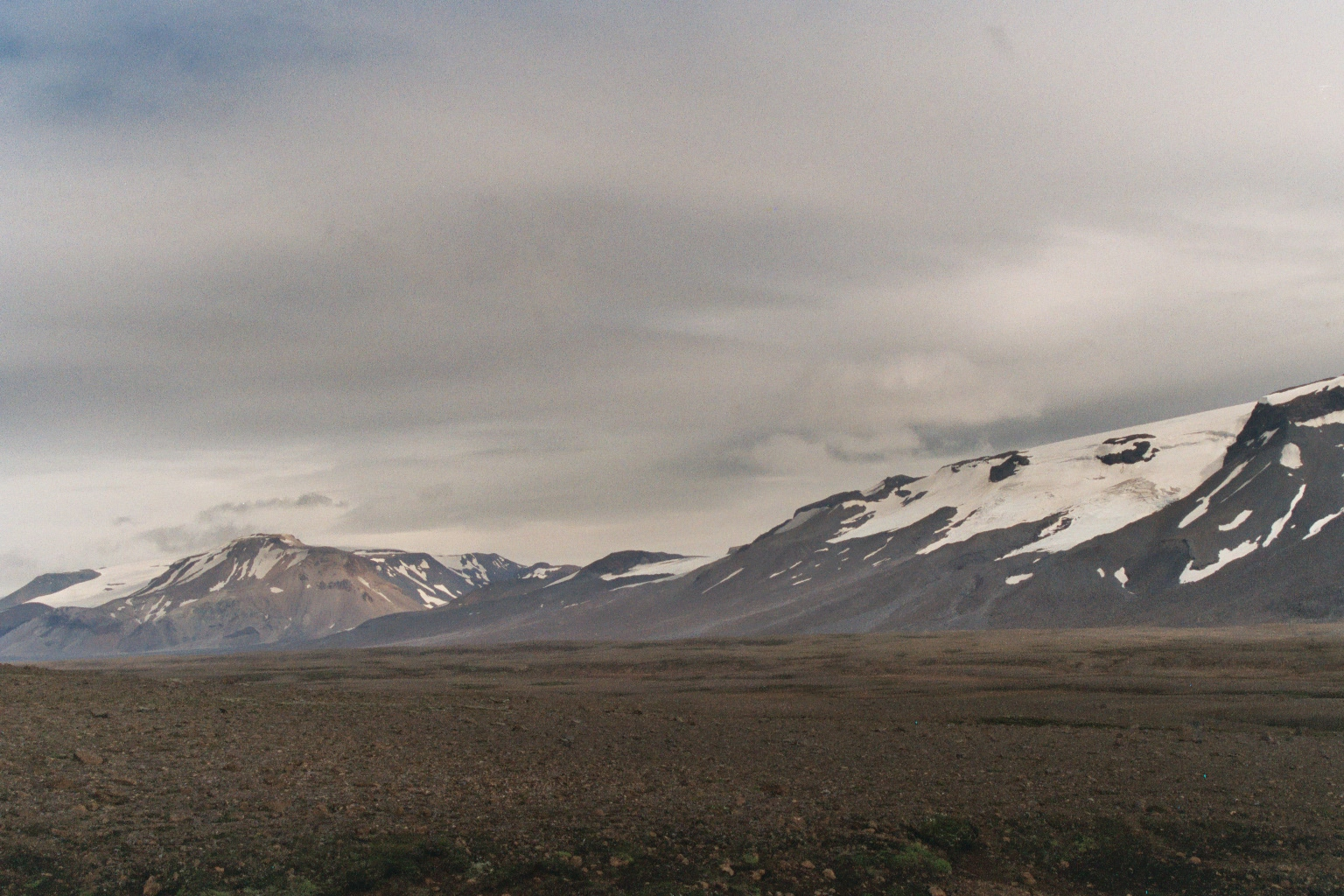
Langjökull gezien vanaf Kaldidalur

De Langjökull is de op een na grootste gletsjer op IJsland na de Vatnajökull met een oppervlakte van 1021 km² en de hoogste top is 1360 meter hoog. De Langjökull is gelegen in het westen van het IJslandse binnenland. Vroeger maakte de gletsjer Þórisjökull ook deel van de Langjökull uit, maar wordt daar nu door het Þórisdalur van gescheiden.